# Roberto Burioni
Roberto Burioni (sinh ngày 10 tháng 12 năm 1962) là một bác sĩ người Ý và Giáo sư Vi sinh học và Virus học tại Đại học Vita-Salute San Raffaele, Milano nơi ông điều hành một phòng thí nghiệm phát triển các kháng thể đơn dòng của con người chống lại các tác nhân gây bệnh truyền nhiễm từ người, nghiên cứu về tương tác giữa mầm bệnh và vật chủ, và việc sử dụng các công cụ phân tử trong chẩn đoán sớm các bệnh truyền nhiễm. Burioni đã trở nên nổi tiếng tại Ý vì lập trường mạnh mẽ phản đối phong trào chống tiêm vắc-xin và được mô tả là "nhà virus học nổi tiếng nhất ở Ý".

## Giáo dục, sự nghiệp và hoạt động

### Những năm 1980 đến 2004: học tập và khởi nghiệp
Sau khi tốt nghiệp trường Liceo Classico Raffaello, Urbino, Ý, ông lấy được bằng Y khoa của Trường Y khoa Đại học Università Cattolica del Sacro Cuore ở Roma và bằng Ph.D. chuyên ngành Khoa học Vi sinh từ Đại học Genoa.
Burioni đã tham dự Trung tâm Kiểm soát Dịch bệnh ở Atlanta, Georgia và Viện Wistar của Đại học Pennsylvania với tư cách là một sinh viên thỉnh giảng trong phòng thí nghiệm của Tiến sĩ Hilary Koprowski và Carlo Maria Croce. Ông là một nhà khoa học tham gia hoạt động thỉnh giảng tại cả Trung tâm Di truyền học Phân tử tại Đại học California, San Diego, và Viện Nghiên cứu Scripps.
Ông được bổ nhiệm làm Trợ lý Giáo sư tại Trường Y của Đại học Università Cattolica del Sacro Cuore, Roma, in vào năm 1995 trước khi chuyển sang Trợ lý Giáo sư về Virus học tại Trường Y của Đại học Ancona vào năm 1999. Burioni chuyển đến trường Y tại Università Vita-Salute San Raffaele tại Milano năm 2004, đầu tiên là Phó giáo sư và sau đó là Giáo sư Vi sinh học và Virus học.

### 2016 cho đến nay: chống lại phong trào chống tiêm vắc-xin và sự nghiệp liên tục
Burioni là một nhà vận động tích cực chống lại phong trào chống tiêm vắc-xin và nổi tiếng ở Ý sau khi xuất hiện trên chương trình trò chuyện trên truyền hình "Virus" năm 2016, trên kênh truyền hình quốc gia Rai 2. Phần lớn phân cảnh được trao cho Red Ronnie, một DJ, và nữ diễn viên kỳ cựu Eleonora Brigliadori, cả hai đều giữ vị thế trong phong trào chống tiêm vắc-xin. Burioni bị bỏ lại chỉ với vài phút để bác bỏ thông tin sai lệch. Đáp lại, Burioni đã đăng lên Facebook đưa ra phiên bản sự thật của mình. Bài viết đã được hơn 5 triệu người đọc trong một ngày. Chương trình truyền hình "Virus" cuối cùng đã bị hủy vào cuối mùa. Kể từ đó, ông đã phát triển một lượng lớn người theo dõi trên phương tiện truyền thông xã hội với gần 480.000 người theo dõi trên Facebook và hơn 114.000 người theo dõi trên Twitter.
Năm 2017, ông là tác giả của cuốn sách "Il vaccino non è un'opinione: Le vaccinazioni spiegate a chi proprio non le vuole capire" ("Vắc-xin không phải là ý kiến: Tiêm vắc-xin, giải thích cho những người không muốn hiểu về chúng") đã giành được giải thưởng Premio Asimov 2017 (Giải Asimov), một giải thưởng thường niên được thành lập bởi Viện Khoa học Gran Sasso xứ L'Aquila trao tặng cho các cuốn sách phổ biến khoa học được xuất bản ở Ý trong năm trước.
Năm 2018 Burioni, cùng với một số đồng nghiệp, đã tạo ra trang web Medical Facts. Các bài viết trên trang web được viết bởi các nhà khoa học y tế, bác sĩ và các chuyên gia y tế khác với mục đích quảng bá tin tức và lời khuyên về một loạt các vấn đề sức khỏe.
Tháng 1 năm 2019, Burioni đã phát động Hiệp ước Khoa học, kêu gọi tất cả các đảng chính trị Ý ký kết và cam kết tuân theo năm điểm: hỗ trợ khoa học như một giá trị phổ quát của sự tiến bộ và nhân loại; từ chối hỗ trợ hoặc dung nạp giả khoa học, giả y học và bất kỳ phương pháp điều trị nào không dựa trên bằng chứng khoa học và y tế; nhằm ngăn chặn các nhà giả khoa học tạo ra báo động phi lý về các can thiệp chăm sóc sức khỏe đã được chứng minh về mặt khoa học và y tế là an toàn; thực hiện các chương trình được thiết kế để thông báo chính xác cho công chúng về khoa học, sử dụng các chuyên gia trong lĩnh vực của họ; và để đảm bảo rằng nghiên cứu khoa học được trợ giúp đầy đủ về mặt tài chính công. Nhiều chính trị gia đã ký cam kết, bao gồm cả Beppe Grillo, người sáng lập Phong trào Năm Sao, một đảng có mối quan hệ chặt chẽ với phong trào chống tiêm vắc-xin.

## Tiếp cận với các nhà hoạt động chống tiêm vắc-xin
Burioni được biết đến với cách tiếp cận thực tế khi làm việc với các nhà hoạt động chống tiêm vắc-xin. "Tôi không ngại phải cộc lốc với những người dành năm phút cho Google và muốn dạy tôi về virus học, điều mà tôi đã nghiên cứu trong 35 năm. Khoa học không phải là dân chủ." Lập trường của ông về tiêm chủng đã dẫn đến các mối đe dọa đòi lấy mạng ông và con gái ông.

## Phản ứng với COVID-19
Đầu tháng 2 năm 2020, Burioni lưu ý rằng coronavirus nguy hiểm hơn nhiều so với cúm thông thường và do tính chất dễ lây lan của nó, điều quan trọng là không đánh giá thấp nó, mà là đối phó với nó một cách quyết đoán. Ông cũng lưu ý thêm tầm quan trọng của việc chẩn đoán các trường hợp càng nhanh càng tốt và cách ly những người bị hoặc có thể bị nhiễm bệnh. Quan điểm này đã dẫn đến việc Burioni bị buộc tội là một kẻ phát xít và là người ủng hộ Liên đoàn, một đảng chính trị cực hữu. Cuối tháng đó, Burioni một lần nữa nhấn mạnh tầm quan trọng của việc tự cách ly và tránh những nơi đông người, lưu ý rằng cho đến nay, Ý không thể hạn chế sự lây lan nhanh chóng của virus. Burioni đã ủng hộ các biện pháp mà chính phủ Ý thực hiện để ngăn chặn sự lây lan của COVID-19, gọi đó là "biện pháp không thể thiếu". Do sự bùng phát của coronavirus, Burioni đã phát hành cuốn sách mới nhất của mình có nhan đề Virus. La grande sfida (Virus. Thử thách lớn) vào tháng 3 năm 2020, sớm hơn vài tháng so với dự kiến ban đầu. Ông phải hứng chịu những lời chỉ trích từ giới truyền thông vì đã làm điều này nhưng trả lời rằng các cuốn sách về dịch bệnh là cần thiết bây giờ để giúp mọi người hiểu những gì đang xảy ra. Đáp lại kế hoạch nới lỏng các biện pháp phong tỏa của chính phủ Ý từ ngày 4 tháng 5, Burioni nói rằng bất cứ ai rời khỏi nhà của họ nên được yêu cầu đeo khẩu trang và có một số hình thức truy vết tiếp xúc. Ông cũng đề nghị rằng bất kỳ ai phát hiện có virus nên được cách ly tại khách sạn hoặc cơ sở khác chứ không phải nhà của họ, cảnh báo rằng nếu không có các biện pháp này, virus có thể lây lan trở lại, dẫn đến việc phải bắt đầu phong tỏa lại từ đầu.

## Giải thưởng và công nhận
- Giải thưởng Jano Planco d'Oro, tháng 12 năm 2017 tại Rimini, được trao hàng năm cho các bác sĩ, nha sĩ, nhà nghiên cứu, chuyên gia y tế khác, cơ quan, hiệp hội hoặc cho những người khác đã mang lại uy tín cho sức khỏe, thúc đẩy các nguyên tắc đạo đức của y học.[21]
- Giải thưởng Thường niên về Y học của UNAMSI, Hiệp hội Thông tin Y khoa Khoa học Quốc gia, ngày 11 tháng 12 năm 2017.[22]
- Premio Asimov. Bài tiểu luận 'Vắc-xin không phải là một ý kiến' đã giành giải thưởng Asimov L'Aquila 2017 của Viện Khoa học Gran Sasso về sự phổ biến khoa học.[6]
- Giải thưởng Nhân vật Mặc khải của Năm tại Giải thưởng Internet Macchianera, giải Oscar Mạng lưới Ý, tháng 9 năm 2017.[23]
- Giải thưởng Favignana - Florio Festival, ngày 16 tháng 6 năm 2018.[24]
- Ape d'Oro - Giải thưởng Thủ phủ Segrate, Milano, tháng 9 năm 2018.[25]
- Giải thưởng Nhân vật Xuất sắc Nhất của Năm và Trang web Tiết lộ Tốt nhất, Giải thưởng Internet Macchianera, giải Oscar Mạng lưới Ý, tháng 11 năm 2018.[26]
- Giải thưởng Nhà vô địch Khoa học, giải Oscar về Lòng tốt của các Thiên thần Thành phố, Milano, tháng 1 năm 2019.[27][28]
- Giải thưởng Evidence 2019, Quỹ GIMBE, Bologna, tháng 3 năm 2019.[29]
- Giải thưởng Picenum của Quỹ Pio Sodalizio dei Piceni, Roma, tháng 6 năm 2019[30]

## Ấn phẩm
- Donnici, Rocco; Burioni, Roberto; Marinelli, Massimiliano. Genetica. Valore delle biodiversità. Sfida della bioingegneria (Genetics. Value of biodiversity. Bioengineering challenge) (bằng tiếng Ý). Quattroventi. ISBN 9788839204615.
- Burioni, Roberto. Il vaccino non è un'opinione: le vaccinazioni spiegate a chi proprio non le vuole capire (The vaccine is not an opinion: Vaccinations explained to those who just don't want to understand them) (bằng tiếng Ý). Mondadori. ISBN 978-8804684633.
- Burioni, Roberto. La congiura dei somari: Perché la scienza non può essere democratica (The conspiracy of dunces: Why science cannot be democratic) (bằng tiếng Ý). Rizzoli. ISBN 978-8817104609.
- Burioni, Roberto. Balle mortali: Meglio vivere con la scienza che morire coi ciarlatani (Deadly lies: Better to live with science than to die with charlatans) (bằng tiếng Ý). Rizzoli. ISBN 978-8817105088.
- Burioni, Roberto. Omeopatia: Bugie, leggende e verità (Homeopathy: Lies, legends and truths) (bằng tiếng Ý). Rizzoli. ISBN 978-8817141222.
- Burioni, Roberto. Virus. La grande sfida (Virus. The Great Challenge) (bằng tiếng Ý). Rizzoli.